# Masso Leopoldino
Il Masso Leopoldino, noto anche come Rocca Vecchia, è una struttura fortificata situata nel centro storico di Sorano. La sua ubicazione è in Piazza del Poggio, all'estremità nord-occidentale del borgo e, assieme alle Mura di Sorano e alla più imponente Fortezza Orsini, era parte integrante del sistema difensivo della cittadina dell'Area del Tufo.

## Storia
Una primitiva struttura fortificata, chiamata Rocca Vecchia a seguito della costruzione della più imponente Fortezza Orsini, era già presente in epoca medievale, essendo peraltro di epoca più antica rispetto all'altra fortificazione che domina Sorano dal lato sud-orientale.
La fortificazione del Masso Leopoldino comprendeva fin dalle origini la Torre dell'Orologio ed era utilizzata, sia come presidio con funzioni di avvistamento che come luogo di rifugio della popolazione in caso di assedio nemico: entrambe le funzioni iniziarono a decadere a seguito della costruzione della vicina rocca aldobrandesca, divenuta in seguito la Fortezza Orsini.
All'interno del complesso vi fu costruita in seguito anche la chiesa di Santa Caterina, le cui origini sono da ricercare tra il tardo medioevo e il periodo rinascimentale, venendo citata per la prima volta in un documento del 1565.
Tra il 1801 e il 1804 si verificarono una serie di frane, a causa dell'instabilità della rupe di tufo che si determinò a seguito di alcuni lavori di scavo ai livelli sottostanti. Tali eventi franosi causarono alcune decine di morti tra la popolazione, oltre a far crollare l'antica chiesa e alcune parti della fortezza, che subì ingenti danni. Nei due decenni successivi furono effettuati i lavori di restauro e di recupero della struttura, che da allora prese la denominazione di Masso Leopoldino, in ricordo del granduca che finanziò il progetto di recupero: nonostante l'ottima opera di riqualificazione, la chiesa ed altre parti dell'originaria rocca furono irrimediabilmente perdute.
Ulteriori interventi furono effettuato tra gli anni sessanta e gli anni settanta del secolo scorso per la messa in sicurezza dello sperone tufaceo su cui sorge la fortificazione.

## Descrizione

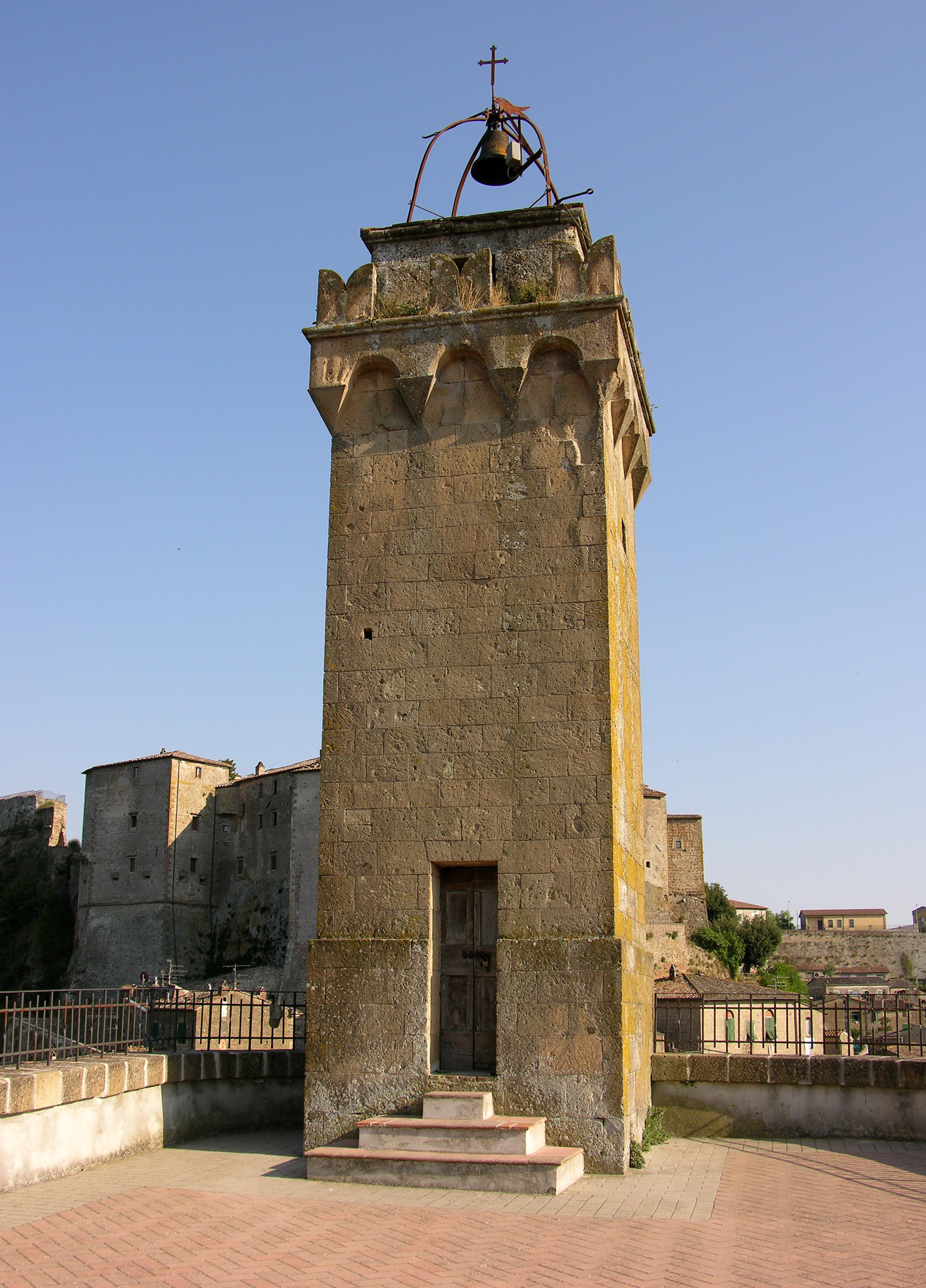
Lato posteriore della Torre dell'Orologio

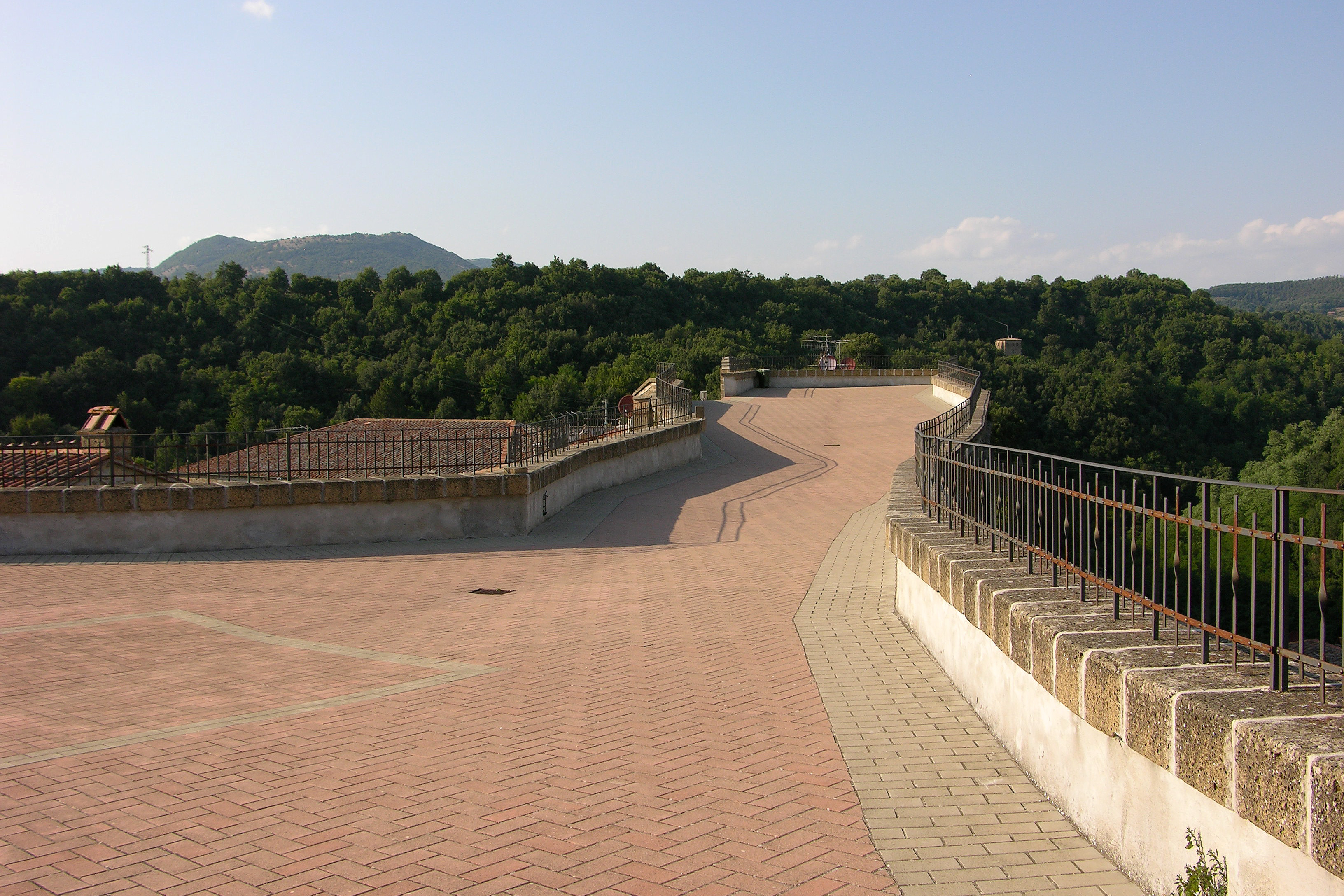
Piazzale a ridosso della Torre dell'Orologio

Il Masso Leopoldino si presenta come una possente struttura fortificata, con orientamento longitudinale lungo l'asse nord-sud.
Il complesso è interamente delimitato su tutti i lati da un alto basamento a scarpa, rivestito in conci di tufo, che si interrompe soltanto in prossimità della rampa di accesso, il cui inizio è sulla Piazza del Poggio: sui lati esterni al borgo, i basamenti a scarpa digradano a strapiombo verso la sottostante rupe di tufo.
Parte integrante del complesso fortificato è la Torre dell'Orologio, a sezione quadrata con merlatura sommitale poggiante su un coronamento di mensolette e archetti ciechi, che venne eretta in epoca medievale per contenere la campana comunale situata sulla vetta; al di sotto del coronamento è presente l'orologio che conferisce la denominazione alla torre medesima, che si eleva sulla punta meridionale della fortificazione, addossata al sottostante basamento a scarpa.
L'area della fortezza in cui sorgeva la chiesa di Santa Caterina è stata trasformata in una terrazza panoramica.